# Adam a Eva (Zdeněk Šimek)
Adam a Eva je plastika od sochaře Zdeňka Šimka, která byla původně umístěna v Praze 6 ve Vokovicích na sídlišti Červený Vrch u restaurace. V Dendrologické zahradě v Průhonicích se nachází socha uváděná názvem „Napětí – Adam a Eva“.

## Historie
Plastika vznikla v letech 1968–1970 jako jedna z několika uměleckých děl umístěných podél bývalé Leninovy třídy (Evropská) vedoucí z Vítězného náměstí k ruzyňskému letišti při její rekonstrukci. Byla vysoutěžena pro osazení v centru sídliště Červený Vrch mezi restaurací a hlavní ulicí.
Výtvarné řešení úseku Kladenská–Velvarská
Součástí rekonstrukce Leninovy třídy v letech 1964–1972 byl vznik několika uměleckých děl, například „Setkání u studny“ od Bedřicha Stefana, „Dutá torza“ od Aleše Grima, „Dvojice“ od Zdeňka Palcra, „Tři postavy“ od Miloslava Chlupáče, vjezdová brána Vokovického hřbitova od Josefa Symona umístěná v kubizujícím oplocení z pohledového betonu od architekta Stanislava Hubičky, „Kamenný květ“ od Zdeny Fibichové nebo „Vzlet“ autorů Valeriána Karouška a Jiřího Nováka.

## Popis
Roku 1968 vznikl vápencový model sochy (v. 27), který je v majetku dědiců autora. Dva tvary proti sobě stojí volně a mohou do sebe zapadat. Nefigurativní pojetí plastiky nepřepisuje lidské postavy. Kontrast je zdůrazněn polychromií, modrou a červenou krycí barvou na kámen. Barevnost je nenápadná a částečně ztlumená přiblížením vnitřních stran. Podobnou kompozici užil autor v případě cyklu „Napětí“.